# Allium zebdanense
Allium zebdanense là một loài thực vật có hoa trong họ Amaryllidaceae. Loài này được Boiss. & Noë mô tả khoa học đầu tiên năm 1859.

## Hình ảnh

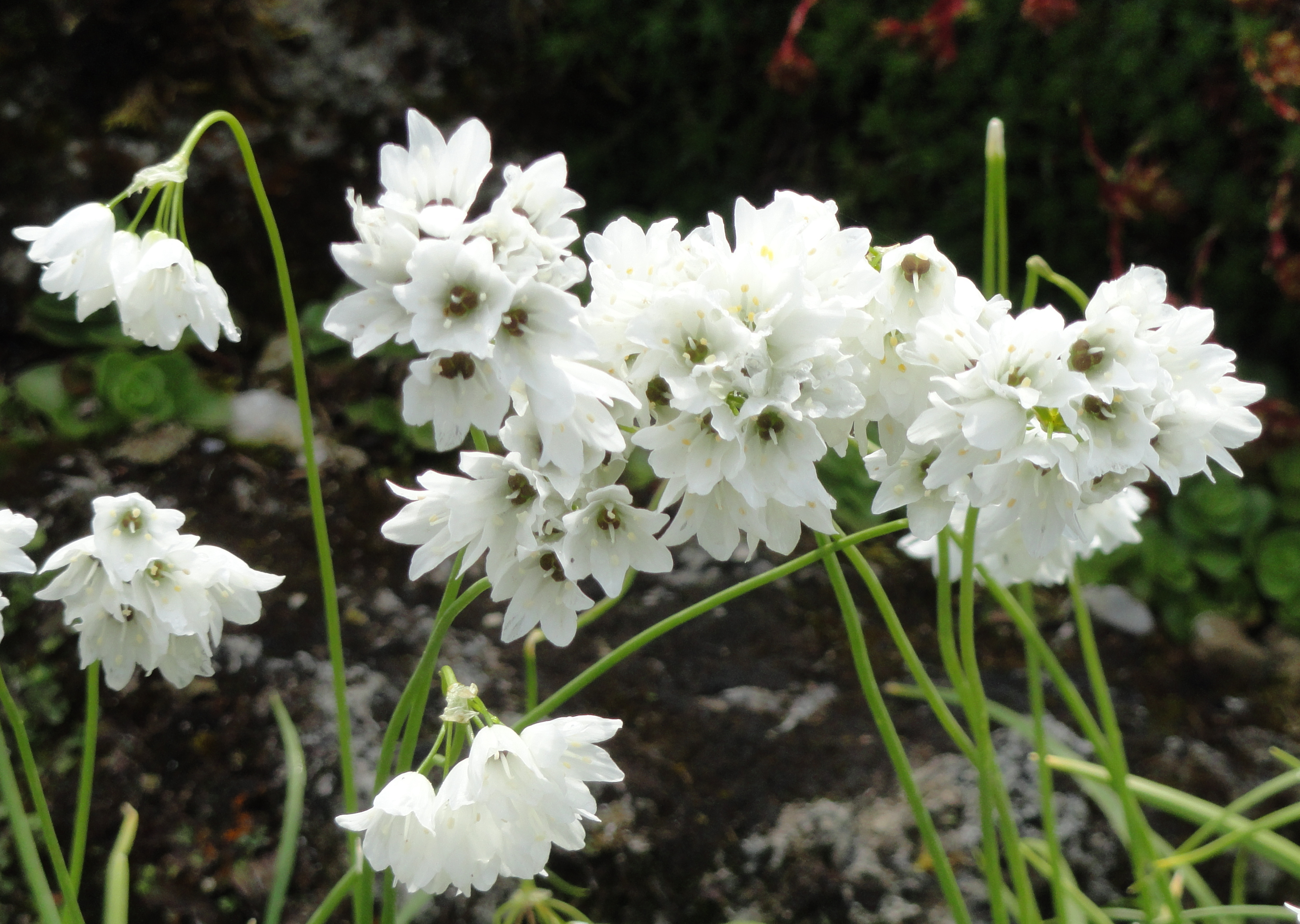
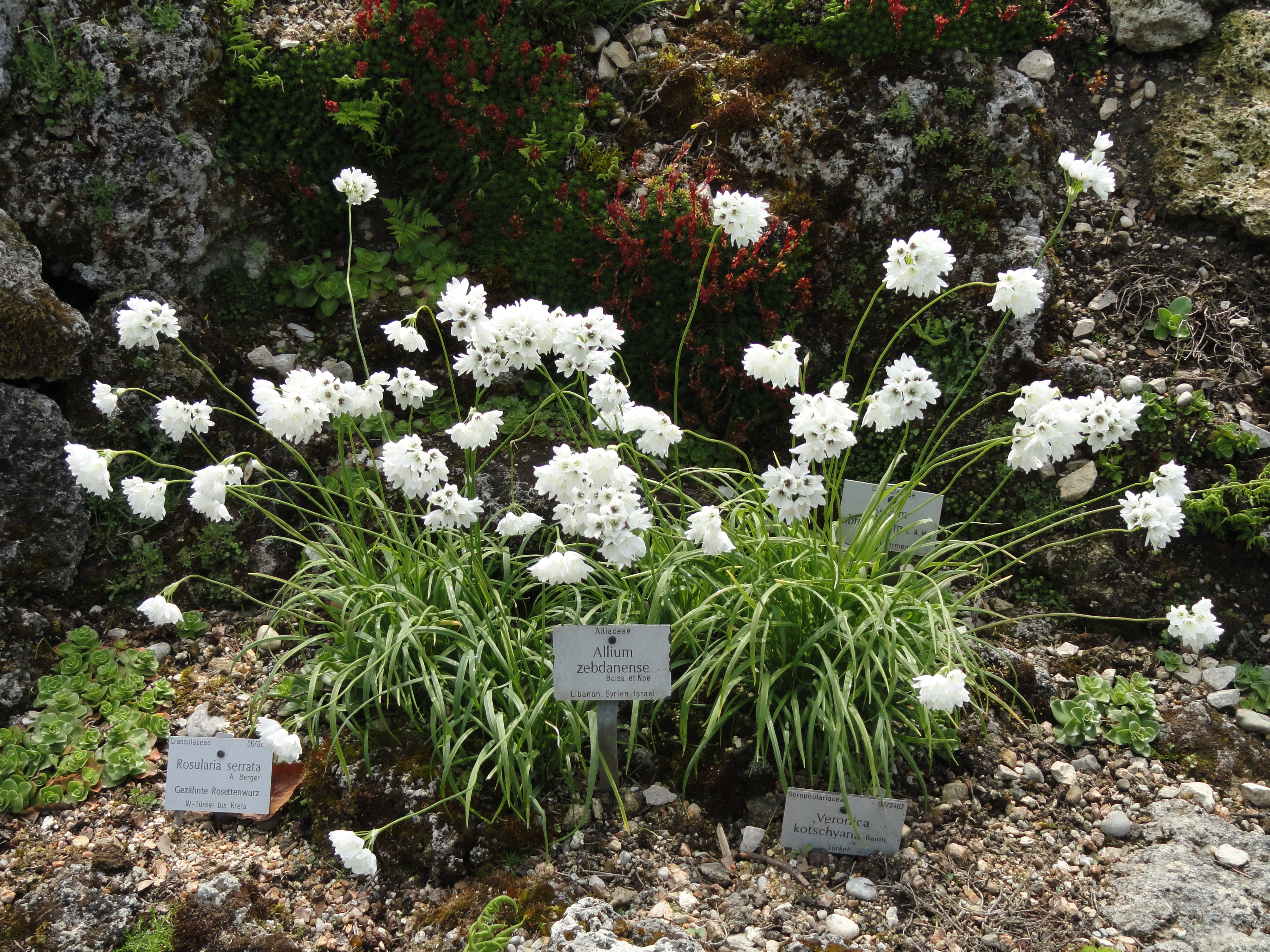
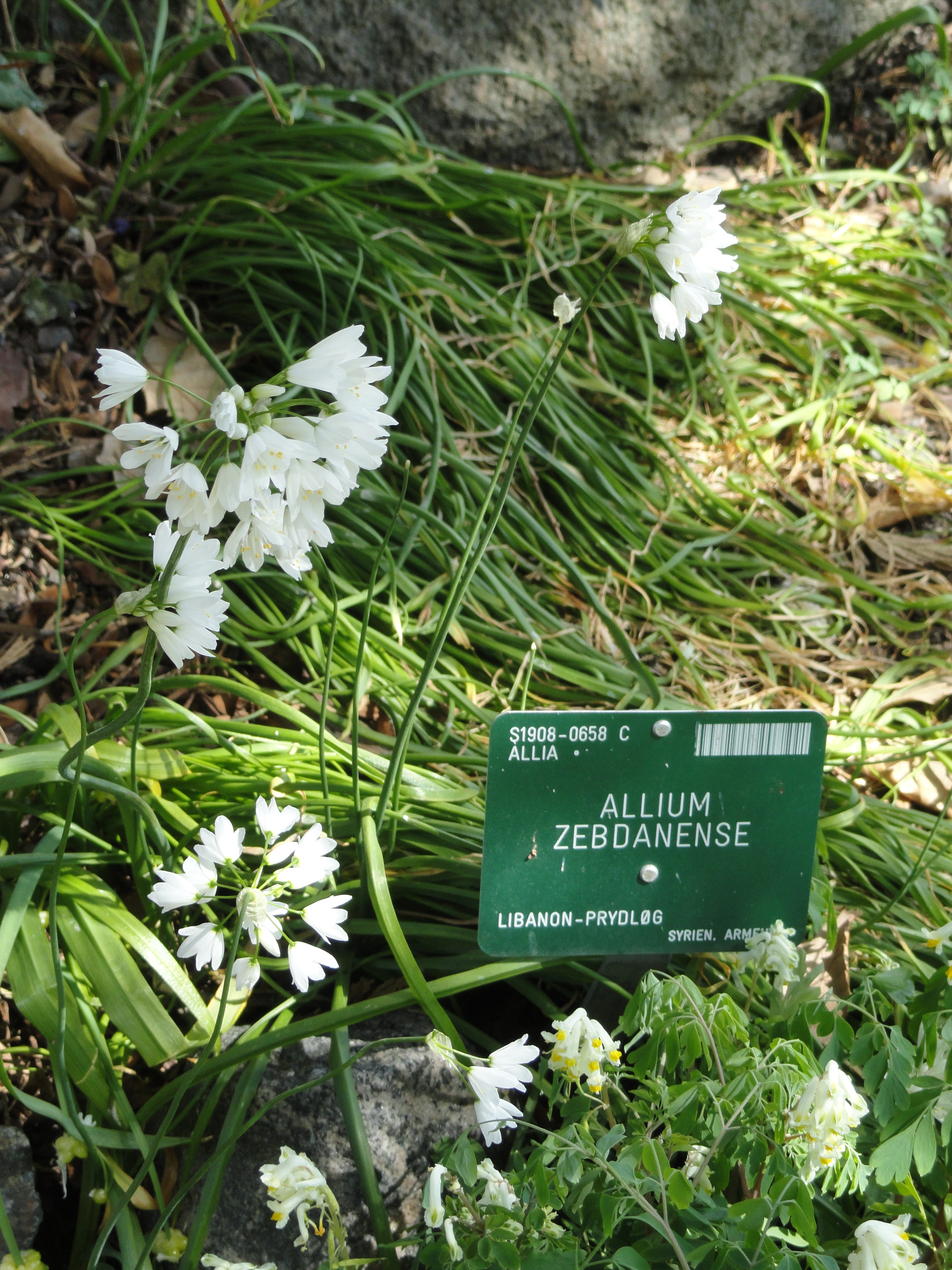
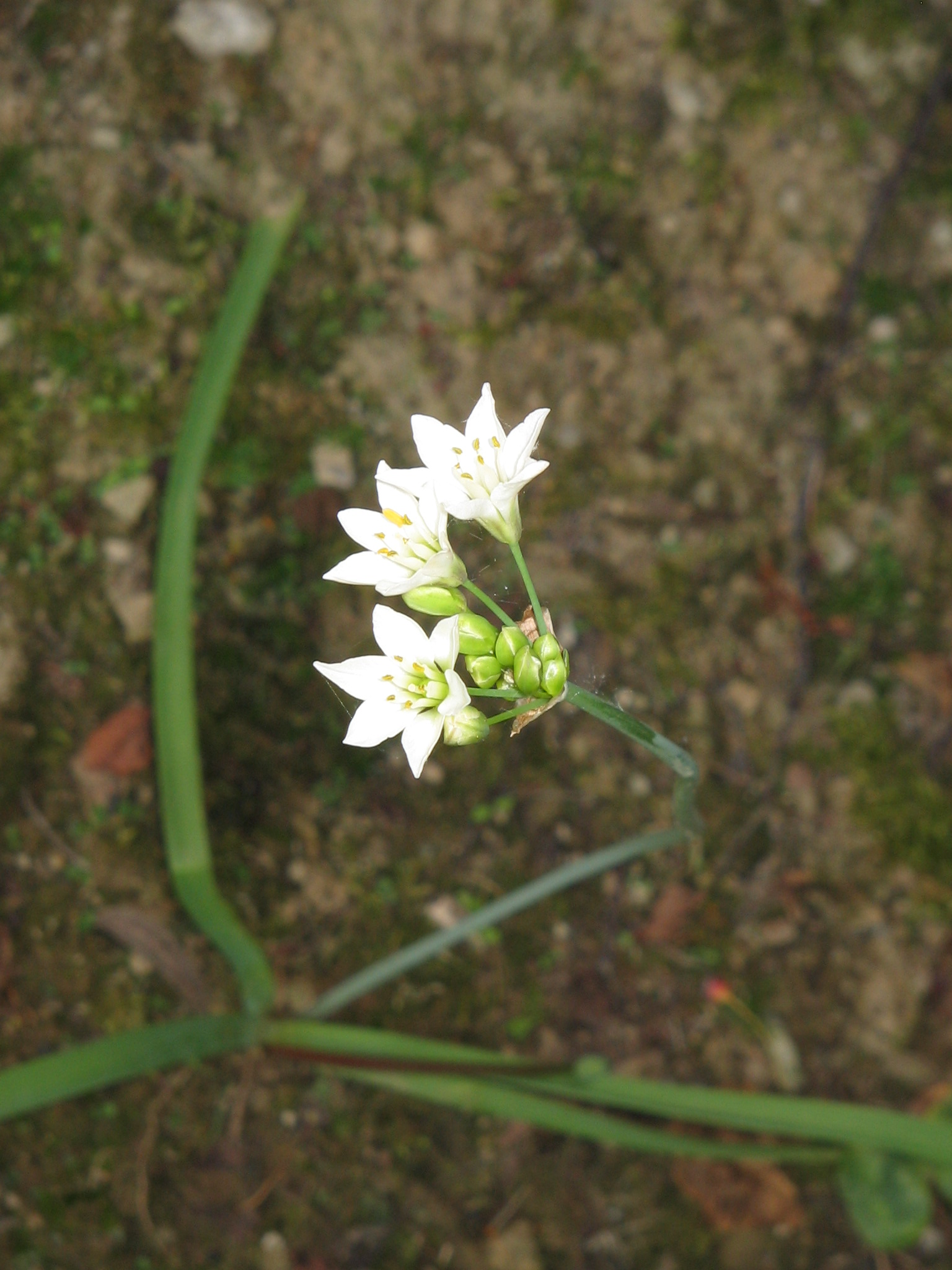